# Czesław Brzoza
Czesław Brzoza (ur. 1947) – polski historyk, profesor nauk humanistycznych, nauczyciel akademicki Uniwersytetu Jagiellońskiego.

## Życiorys
Absolwent Uniwersytetu Jagiellońskiego (1970). W 1980 obronił pracę doktorską na rodzimej uczelni. W 1992 uzyskał stopień naukowy doktora habilitowanego, na podstawie dorobku naukowego oraz rozprawy pt. Polityczna prasa krakowska 1918-1939. Tytuł naukowy profesora otrzymał w 2002 roku.
Specjalizuje się w najnowszej historii Polski. Od 1996 do przejścia  na emeryturę w 2018 był kierownikiem Zakładu Historii Polski Najnowszej w Instytucie Historii UJ. Jest członkiem Komisji: do Oceny Podręczników Szkolnych, Historii i Kultury Żydów oraz Historii Wojen i Wojskowości Polskiej Akademii Umiejętności.
W 2023 został uhonorowany Nagrodą Miasta Krakowa.

## Ważniejsze publikacje
- Bibliografia prac oraz wykaz doktorów habilitowanych, doktorów i magistrów profesora dr Józefa Buszki (1951-1984) (wraz z Ireną Paczyńską, 1985)
- Reforma rolna w województwie krakowskim (1945-1948) (1988)
- Polityczna prasa krakowska 1918-1939 (1990)
- 3 Maja 1946 w Krakowie. Przebieg wydarzeń i dokumenty (1996)
- Kraków między wojnami. Kalendarium 28 X 1918 - 6 IX 1939 (1998)
- Polska w czasach niepodległości i II wojny światowej (1918-1945) (2001)
- Posłowie polscy w parlamencie rosyjskim 1906-1917. Słownik biograficzny (wraz z Kamilem Stepanem, 2001)
- Historia Polski 1918-1945 (wraz z Andrzejem Leonem Sową, 2006)